# Jorge Eliécer Gaitán
Jorge Eliécer Gaitán Ayala (Bogotà, 23 gennaio 1903 – Bogotà, 9 aprile 1948) è stato un politico e avvocato colombiano, presidente del Partito Liberale. Il suo assassinio nel 1948 provocò un periodo di violenti proteste conosciute come Bogotazo.

## Biografia
Nel 1920 ha iniziato a studiare Giurisprudenza e Scienze politiche presso l'Università Nazionale di Colombia, laureandosi nel 1924 con una tesi sulle idee socialiste. Due anni dopo è giunto in Italia per studiare a Roma, dove ha conseguito il dottorato in diritto penale sotto la guida del Professor Enrico Ferri, noto esponente della Scuola positiva. Ritornato in patria, è stato eletto alla Camera dei Rappresentanti nel 1931 ed ha lavorato come professore di diritto penale, venendo anche nominato rettore alla Libera Università Nazionale. Prese posizione contro il monopolio della terra, guadagnandosi ampio consenso tra la classe povera e contadina. Nel 1933 ha fondato l'Unión Nacional Izquierdista, movimento rivoluzionario facente riferimento al giornale El Unirismo. In seguito aderì al Partito Liberale.
Divenne sindaco di Bogotà nel 1936 e fece molte riforme sociali, promuovendo il decentramento dei servizi pubblici e stabilendo l'applicazione di diverse necessità prima non previste per i meno abbienti. Nel 1940 venne nominato Ministro della Pubblica Istruzione e in questo ruolo condusse una ferrea campagna di alfabetizzazione che toccò ogni punto del Paese.
Continuò al contempo a lavorare come avvocato. Nel giugno 1945 venne respinta la sua considerazione alla candidatura alla Presidenza della Repubblica in favore di Gabriel Turbay. Il partito tuttavia si divise visto che in molti sostenevano Gaitán. Tale divisione favorì il candidato del partito rivale, il conservatore Mariano Ospina Pérez. Nell'ottobre 1947 viene proclamato capo unico del Partito Liberale. L'anno seguente ottiene una forte investitura nella sua attività di avvocato, ottenendo l'assoluzione di un ufficiale che era accusato dell'omicidio di un giornalista.
Nell'aprile 1948 venne assassinato presumibilmente da Juan Roa Sierra, che venne picchiato e crocifisso(senza fonte)al di fuori del palazzo presidenziale. La morte di Gaitán provocò una rivolta popolare come mai vista prima in Colombia, definita dagli storici come El Bogotazo. Da lì partì un'altra grave pagina della storia colombiana, cosiddetta La Violencia, che consistette nella diffusione degli scontri tra sostenitori di Gaitan e sostenitori dell'oligarchia e del partito conservatore nelle altre città. A lui sono dedicate molti monumenti, piazze e vie in Colombia ed anche un paese, Puerto Gaitán. È raffigurato sulla banconota dal 1000 pesos.